# Hatari (band)
Hatari er et islandsk techno og punk rock band fra Reykjavík. Bandet består af Klemens Nikulásson Hannigan, Matthías Tryggvi Haraldsson og Einar Hrafn Stefánsson, og har udgivet en EP samt fire singler. Hatari repræsenterede Island i Eurovision Song Contest 2019 med deres sang "Hatrið Mun sigra", som endte på en tiendeplads i finalen.

## Diskografi

### Studiealbummer
- Neyslutrans (2020)

### EPs
- Neysluvara (2017)

### Singler
- Spillingardans (2019)
- Klefi/Samed (صامد) feat. Bashar Murad (2019)
- Klámstrákur (2019)
- Engin Miskunn (2020)